# Omar ibn Said
Omar ibn Said (in arabo  عمر بن سعيد‎‎?; c. 1770 – 1864) è stato un teologo arabo musulmano fulani originario di Futa Toro, in Africa occidentale (nell'attuale Senegal), che fu reso schiavo e trasportato negli Stati Uniti nel 1807 durante la tratta atlantica degli schiavi africani.
Rimasto schiavo per il resto della sua vita, scrisse una serie di opere in lingua araba su storia e teologia, tra cui una breve autobiografia.

## Biografia
Omar ibn Said nacque in una famiglia benestante in quella che, nel giro di pochi anni, sarebbe diventata l'Imamato di Futa Toro, uno stato teocratico islamico situato lungo il fiume Senegal, in Africa occidentale. Era uno studioso islamico e un fulani che trascorse 25 anni della sua vita studiando con importanti studiosi musulmani, imparando diverse materie tra cui matematica, astronomia, commercio e teologia. Nel 1807, fu catturato durante un conflitto militare, reso schiavo e portato attraverso l'Oceano Atlantico negli Stati Uniti. Fuggì da un padrone crudele a Charleston, Carolina del Sud, e si diresse a Fayetteville, Carolina del Nord. Lì fu ricatturato, imprigionato e successivamente venduto a James Owen, che Omar ibn Said descrisse come gentile nei suoi confronti. La famiglia Owen rimase colpita dall'istruzione di ibn Said e gli fornì una traduzione in inglese del Corano. Con l'aiuto di Francis Scott Key, autore de "The Star-Spangled Banner", ricevette anche una traduzione in arabo della Bibbia. A Omar furono offerte più volte opportunità di tornare in Africa, ma scelse di rimanere negli Stati Uniti, affermando di non essere sicuro che la sua famiglia e il suo popolo esistessero ancora. Visse fino a circa 95 anni e al momento della sua morte, nel 1864, era ancora schiavo. Fu sepolto nella contea di Bladen, in Carolina del Nord. Era anche conosciuto con i nomi di "Zio Moreau" e "Principe Omeroh".
Sebbene si dica che ibn Said si sia convertito al cristianesimo il 3 dicembre 1820, la sua conversione è oggetto di discussione, poiché nella sua Bibbia vi sono dediche al profeta Maometto, e su una carta datata 1857 scrisse la Surat An-Nasr, una breve sura (capitolo del Corano) che fa riferimento alla conversione di non musulmani all'Islam "in moltitudine". Sul retro della carta è presente una scritta di un'altra persona in inglese che identifica erroneamente la sura come il "Padre Nostro" e attesta lo status di Omar come buon cristiano. Inoltre, mentre altri scrivevano a nome di Omar identificandolo come cristiano, la sua autobiografia e altri suoi scritti mostrano una posizione più ambigua. Nell'autobiografia, egli elogia ancora Maometto parlando della sua vita nel proprio paese; i suoi riferimenti a "Gesù il Messia", infatti, sono paralleli alle descrizioni coraniche di Gesù (chiamato المسيح‎ al-Masīḥ, 'il Messia', undici volte nel Corano), e le descrizioni di Gesù come "nostro maestro" (سيدنا‎ sayyidunā) utilizzano l'onorifico islamico tipico per i profeti e non devono essere confuse con il titolo di Signore (ربّ‎ rabb); anche la descrizione di Gesù come "portatore di grazia e verità" (un riferimento a Giovanni 1:14) è coerente con la concezione islamica di Gesù. È molto probabile che sia rimasto musulmano per tutta la vita, ma che all'epoca fosse creduto convertito al cristianesimo semplicemente perché amava Gesù, che in Islam è considerato un profeta. Questo è affermato anche nella sua autobiografia.
L'analisi letteraria dell'autobiografia di ibn Said suggerisce che egli l'abbia scritta per due pubblici distinti: i lettori bianchi alfabetizzati che cercavano di sfruttare la sua presunta conversione al cristianesimo, e i lettori musulmani che avrebbero riconosciuto i dispositivi letterari coranici e il sottotesto, comprendendo la sua posizione come correligionario che usava il taqiyya (la dissimulazione della fede) per proteggersi sotto la persecuzione. In una lettera scritta a Sheikh Hunter riguardante l'autobiografia, si scusava per aver dimenticato la "lingua" della sua terra natale. Concludeva la lettera dicendo: "O miei fratelli, non biasimatemi", sapendo che Hunter avrebbe avuto bisogno di traduttori arabofoni per leggere il messaggio. La studiosa Basima Kamel Shaheen sostiene che l'ambiguità spirituale di Said possa essere stata intenzionalmente coltivata per impressionare un vasto pubblico e denunciare le ingiustizie della schiavitù.

## Manoscritti

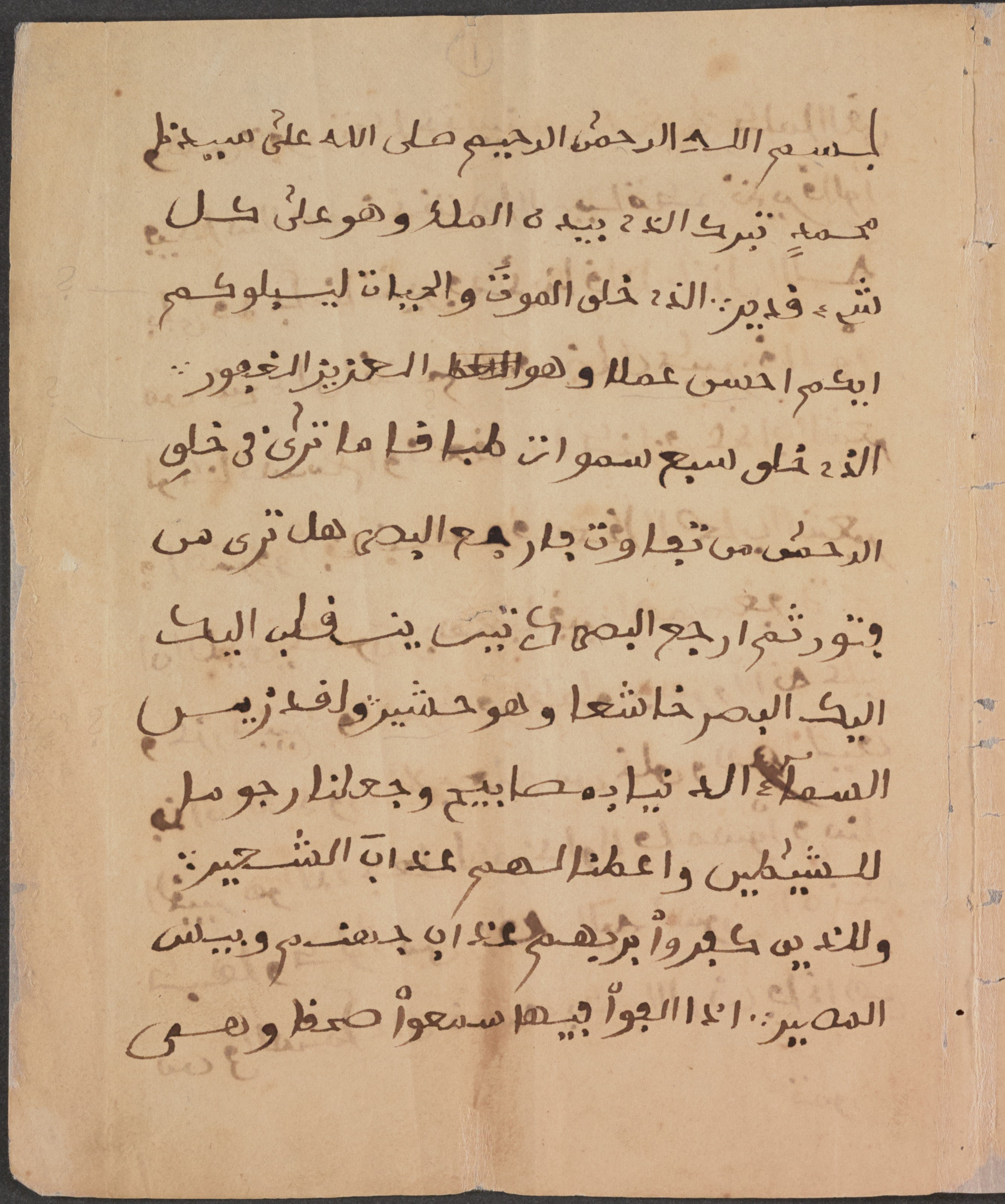
Sura Al-Mulk del Corano, copiata da Omar ibn Sa'id in una scrittura fulani rudimentale

Omar ibn Said scrisse quattordici manoscritti in arabo. Il più noto è il suo saggio autobiografico, La vita di Omar ben Saeed, detto Morro, uno schiavo Fullah a Fayetteville, N.C., di proprietà del Governatore Owen, scritto nel 1831. Descrive alcuni eventi della sua vita e include riflessioni sulla sua costante fedeltà all'Islam e sulla sua apertura verso altri “timorati di Dio”. In superficie, il documento può sembrare tollerante nei confronti della schiavitù; tuttavia, Said lo apre con la Sura Al-Mulk, un capitolo del Corano che afferma che solo Dio ha sovranità sugli esseri umani. Il manoscritto è l'unica autobiografia conosciuta in arabo scritta da una persona resa schiava negli Stati Uniti. Fu venduto come parte di una collezione di documenti di Said tra collezionisti privati e successivamente acquisito dalla Biblioteca del Congresso nel 2017. Da allora è stato restaurato per la conservazione ed è consultabile online.
La maggior parte delle altre opere di Said consiste in manoscritti islamici in arabo, tra cui una copia manoscritta di alcuni brevi capitoli (sūra) del Corano, oggi parte della Collezione della Carolina del Nord presso la Wilson Library dell'Università della Carolina del Nord a Chapel Hill. La sua Bibbia, una traduzione in arabo pubblicata da una società missionaria, con annotazioni in arabo scritte da Said, fa parte della collezione di libri rari del Davidson College. Said scrisse anche una lettera in arabo datata 1819 indirizzata al fratello di James Owen, il maggiore John Owen. Contiene numerosi riferimenti coranici (inclusa la già menzionata Sura Al-Mulk) e presenta diversi simboli geometrici e figure che suggeriscono possibili intenzioni esoteriche. Questa lettera è attualmente conservata presso l'Andover Theological Seminary.

## Eredità
Nel 1991, una moschea di Fayetteville, in Carolina del Nord, si è rinominata Masjid Omar ibn Sayyid in suo onore.
L'opera lirica Omar, ispirata a ibn Said e scritta da Rhiannon Giddens e Michael Abels, ha debuttato al Sottile Theater durante lo Spoleto Festival USA a Charleston, Carolina del Sud, il 27 maggio 2022. Omar ha vinto il Premio Pulitzer per la musica l'8 maggio 2023.
L'album Goyard Ibn Said del 2025 di Ghais Guevara e lo pseudonimo stesso dell'artista, Goyard Ibn Said, sono ispirati a ibn Said.